# マフェトン理論
マフェトン理論（マフェトンりろん）とは、フィリップ・マフェトンが提唱する、マラソンやトライアスロンなどの持久力スポーツのトレーニング方法である。
有酸素運動（ペース走）の運動強度を明確に示したのが最大の業績といわれる。

## エアロビック重視
マフェトン理論では、有酸素運動の比重を、無酸素運動よりも大きくとる。
時間ベースで
- 有酸素運動 - 85%～90%以上
- 無酸素運動 - 10%～15%以下

の比重を理想とする。
マラソンにおいては、有酸素運動がペース走、無酸素運動がスピード練習にあたる。
マフェトン自身は、明確には、無酸素運動の導入の仕方を明記していないが、上記の配分に基づくと、一例としては
- 週7時間運動している人は、24～36分の無酸素運動を週2回
- 20分Up+20分Down+（80秒無酸素+2分40秒有酸素）×5のインターバルトレーニング

という配分になる。
ただし、上記の比重は、エアロビックの基礎ができている人のみが対象である。エアロビックベースができていない人は、練習時間の100%を有酸素運動に割り当てるべきである。エアロビックベースを作るには、一般には3～4ヶ月かかる。

## 180公式
エアロビックトレーニングは、心拍数を基準とする。心拍数が「170-年齢」～「180-年齢」に収まるようにする（ただし自分の体力により上下加減を行う）。これを、180公式という。
つまり、最大心拍数が「220-年齢」であるとすると、目標心拍数を「最大心拍数-45」に設定するともいえる。年齢20歳で、最大心拍数200、安静時心拍数60とすると、運動強度64%HRR～71%HRRにあたる。
ただし、エアロビックトレーニングにおいて、最初の12分～15分はアップとして、徐々に目標心拍数まで上げていく。そして、最後の12～15分は、徐々に心拍数を落としていく。

## MAFテスト
MAFテストとは、180公式の心拍数にて、決められたコースのタイム計測を言う。距離としては、1600m(1マイル)くらいで行う。
MAFテストのタイムを記録することで、練習の成果と推移を判定する。
MAFテストは、ジョギングペースでのテストなので、体への大きな負担はないので、頻繁に行えるのが利点である。

## 安静時心拍数
安静時心拍数をオーバートレーニングの目安として使う。普段よりも5～6以上安静時心拍数が高ければ、オーバートレーニングである。

## 食事
炭水化物：蛋白質：脂肪を40：30：30に。また植物油などの不飽和脂肪を積極的にとり、加熱した油やマーガリンなどの摂取は極力避ける。

## ストレッチ
ストレッチを、もし、運動前に行う場合は、アップの後、体が温まってから行うべきである。ストレッチはアップとは目的が異なるので、アップの時間には含めてはいけない。ただし、マフェトンは、ストレッチにより可動範囲が広がり、故障が増えることを懸念している。